# Gonatozygon aculeatum
Gonatozygon aculeatum là một loài Song tinh tảo trong họ Mesotaeniaceae, thuộc chi Gonatozygon.